# Chewingum (film)
Chewingum è un film del 1984 diretto da Biagio Proietti.

## Trama
Roma. Gli studenti di un liceo dovrebbero prepararsi alla maturità; ma all'aula scolastica preferiscono il bar "Chewingum" all'aperto, dove, oltre ad ammirare il Colosseo, di fronte al quale si trova la scuola, possono scommettere sulla marca della prima macchina in arrivo. 
Alle varie avventure sentimentali tra alunni e alunne della classe, si aggiunge quella di uno studente innamorato - non corrisposto - della supplente di storia e filosofia. 
Arriva il giorno della maturità, ma solo per preannunciare il grande banchetto di classe finale. 
In realtà è stato solo un sogno dello studente della scuola.

## Colonna sonora
1. Shadow dancing - Betty Vittori
2. Self Control - Raf
3. Boys - Chewingum Band
4. People have a good time - Marc Line
5. LoverBoy - Billy Ocean
6. The more you live, the more you love - A Flock of Seagulls
7. Quando Tramonta Il Sol - Ivan Cattaneo
8. Rock'n Control - Chewingum Band
9. Hurrah! - Umberto Tozzi
10. I love New York - Marco Casale
11. Ti amo - Laura Branigan